# كفاية الأصول
كفاية الأصول هو كتاب من مجلدين يحتوي على أبرز أعمال أخوند خراساني في مجال أصول الفقه.   غالبًا ما يستخدم كتاب كفاية الأصول في الفصول المتقدمة في المعاهد الشيعية في جميع أنحاء العالم كمقرر رئيسي لدراسة القانون. 

## المؤلف
كان محمد كاظم الخراساني، أو أخوند الخراساني، أحد أتباع الشيعة الإثنا عشرية، كما كان سياسيًا وفيلسوفًا ومصلحًا وأحد المؤيدين الرئيسيين من رجال الدين للثورة الدستورية الإيرانية.  ويعتبر الخراساني من أهم المجتهدين الشيعة في كل العصور، إذ يكاد يقتصر استخدام لقب آخوند (أي العالم) عليه.  بدأ الخراساني بإلقاء محاضراته في حوزة النجف عام 1874 م، عندما غادر معلمه سيد ميرزا محمد حسن شيرازي إلى سامراء وعينه خلفًا له. أصبح رمزًا للاتباع عام 1895 ودرّس لسنوات في النجف حتى وفاته عام 1911 م، ودرّب عددًا كبيرًا من الطلاب من مناطق مختلفة من العالم الشيعي. كان جميع الفقهاء الشيعة الرئيسيين في القرن العشرين مرتبطين بطريقة ما بأفكاره. واشتهر بمصداقيته وتفكيره المستقل وصرامته الفكرية. 
اشتهر باستخدام منصبه كمرجع قوي شرعي وراء الثورة الديمقراطية الأولى في آسيا التي حدثت في إيران (1905-1911)، حيث كان الداعم الديني الرئيسي للثورة. كان يعتقد أن الشكل الديمقراطي للحكومة سيكون أفضل خيار ممكن في غياب الإمام واعتبر الثورة الدستورية الديمقراطية جهادًا يجب على جميع المسلمين المشاركة فيه.  قاد الخراساني جنبًا إلى جنب مع ميرزا حسين طهراني والشيخ عبد الله مازندراني الناس ضد ما أسموه "استبداد الدولة "  وأصدر فتاوى و"أرسل برقيات إلى زعماء القبائل والزعماء الوطنيين والسياسيين البارزين والرؤساء في إنجلترا وفرنسا وألمانيا وتركيا". وعندما أصبح محمد علي شاه ملكًا لإيران، أرسل إليه محمد كاظم الخراساني تعليمات من "عشر نقاط" تتضمن نقاطًا حول حماية الإسلام، وتعزيز الصناعات المحلية والعلوم الحديثة، ووقف التدخل الاستعماري في إيران "مع الاحتفاظ بالعلاقات الدبلوماسية " ، وإقامة "العدالة" والمساواة ".

## مفهوم الكتاب
ينقسم كفاية الأصول لى مجلدين. يحتوي المجلد الأول على البراهين الشفهية، بينما يحتوي المجلد الثاني على البراهين المنطقية.

### تعريف الاجتهاد
يقول آخوند الخراساني إن الاجتهاد هو أي عملية "يمارس فيها الفقيه كامل أهليته للوصول إلى رأي يستند إلى حكم شرعي". يلتزم الفقيه وفقًا لأخوند بأخذ الوقت الكافي لقراءة وبحث مسألة ما قبل إصدار حكم معقول.  ويقول إنه إذا لم تسفر جهوده عن نتيجة، فلا يجب على الفقيه إبداء رأيه. وفي مثل هذه الحالة، يجب أن يحصل الفقيه على مزيد من المعرفة. ويكون للأتباع بعد لك الحرية في تقرير من يقتدون به ويأخذون عنه فتواهم، وتتمثل أهم سماته في انفتاحه على القضايا المعاصرة واستعداده لاستكشاف المعارف التقليدية وغير التقليدية لتلبية احتياجات المجتمع. 

### يجب أن يكون الاجتهاد حساسًا للوقت
تتغير الظروف الاجتماعية ونمط الحياة مع تقدم العلم والتكنولوجيا. كما تتطور اللغة وتظهر مفاهيم جديدة أيضًا. يعتقد أخوند الخراساني أن الحكم الفقهي يجب أن يكون حساسًا للوقت، كما يجب أن يكون على استعداد لتغيير آرائه بناءً على احتياجات المجتمع المتغير باستمرار. ومع ذلك، لا ينبغي له أن يتدخل في جميع جوانب حياة الناس ، باستثناء الشؤون الدينية.  أما بالنسبة للقضايا الاجتماعية، فقد فضل تركها لهؤلاء الإصلاحيين الذين كانوا على استعداد للتفكير خارج الصندوق والنظر في المدخلات العلمية من أجزاء أخرى من العالم. ومع ذلك، كانت نسخته للعلمانية مختلفة عن الحداثيين الغربيين، فقد استندت إلى العقيدة الشيعية المتمثلة في إخفاء الإمام الثاني عشر . 

## أهمية الكتاب
يعتبر كتاب "كفاية الأصول" النسخة المُطوّرة من كتاب"مكاسب" لمرتضى أنصاري، وقد حل محل كتاب ميرزا قمي قوانين الأصول كنص أساسي في الصفوف المتقدمة في المعاهد الدينية الإيرانية. نُشر هذا الكتاب الذي عام 1903، واعتُبر أخوند الخراساني بفضله المرجع الأعلى في الفقه الشيعي، حيث قدم المبادئ الفقهية الشيعية بطريقة أكثر صرامة كنظرية موحدة للفقه. نُشرالكتاب مؤخرًا للمرة 453. يعتبر هذا الكتاب أحد كتب أسس أصول الفقه في المعاهد الدينية الشيعية في النجف والقم. وقد كتب جميع الفقهاء الشيعة الرئيسيين الذين تبعوا أخوند خراساني شروحاً عليها، أشهرها شروح آية الله الخوئي. كما هذا الكتاب أحد مصادر الدراسة لامتحان مجلس مجلس خبراء القيادة.

## فهرس
- Farzaneh، Mateo Mohammad (مارس 2015). Iranian Constitutional Revolution and the Clerical Leadership of Khurasani. Syracuse, NY: Syracuse University Press. ISBN:9780815633884. OCLC:931494838. مؤرشف من الأصل في 2023-03-05.
- Hermann، Denis (1 مايو 2013). "Akhund Khurasani and the Iranian Constitutional Movement". Middle Eastern Studies. ج. 49 ع. 3: 430–453. DOI:10.1080/00263206.2013.783828. ISSN:0026-3206. JSTOR:23471080. مؤرشف من الأصل في 2023-03-05.
- AḴŪND ḴORĀSĀNĪ, Encyclopædia Iranica